# Москаленки (Омская область)
Москале́нки — рабочий посёлок, административный центр Москаленского района Омской области.
Расположен в 7 км от автомагистрали Р-254 Челябинск—Новосибирск и в 95 км от Омска.
Население: 8974 (2023) чел.

## История
В 1894 году была открыта железнодорожная станция Кочубаево: небольшой домик для начальника станции, кирпичная водокачка. Название станция получила от фамилии владельца земельного участка. В 1899 году рядом со станцией появляется и растёт посёлок Ольгино. В 1905 году на станции было завершено строительство железнодорожного вокзала. Станция Кочубаево переименована в станцию Москаленки (станция очевидно была названо по расположенному в 17 км к юго-западу от неё селу Москаленское). Железнодорожники и жители посёлка испытывали большие трудности с водой. Её привозили из Омска в цистернах.
К концу 1910 года посёлок насчитывал около 100 домиков. Приехали купцы, торговцы. Были построены амбары, ссыпные пункты для зерна. Наличие железной дороги оказало благоприятное влияние на развитие посёлка. Здесь появились предприятия по обработке кож, разные мастерские. В 1912 году в Ольгино было открыто начальное народное сельское училище.
До 1924 года посёлок входил в состав Москаленской волости Омского уезда. 25 мая 1925 года образован Москаленский район с центром в селе Ольгино. В 1930 году открыта средняя школы. В 1937 году для школы было построено новое здание. В 1931 году в посёлке существовала также немецкая школа.
После войны реконструирован маслозавод, построены кирпичный завод, база райпотребсоюза, автотранспортное предприятие, инкубаторная станция, ветлечебница, племенная станция; созданы райкомбинаты пищевой и легкой промышленности. В 1954 году железная дорога электрифицирована. В 1957 году в Ольгино работали три школы: железнодорожная начальная, семилетняя и средняя. К началу 1958 года в райцентре было 1547 домов, работало 9 магазинов, Дом культуры, районная и детская библиотека, 4 клуба. 22 сентября 1958 года посёлок Ольгино преобразован в рабочий посёлок, а 9 января 1969 года переименован в Москаленки.

## География
Рабочий посёлок расположен в лесостепи в пределах Ишимской равнины, относящейся к Западно-Сибирской равнине. К северо-западу от посёлка в долине Камышловский лог расположено озеро Рыбное. В окрестностях берёзовые и берёзово-осиновые колки. Почвы — чернозёмы языковатые обыкновенные, в Камышловском логу — солонцы луговые (гидроморфные). Высота центра населённого пункта — 118 метров над уровнем моря.
По автомобильным дорогам расстояние до областного центра города Омск — 110 км. Ближайший город Исилькуль расположен в 57 км к западу от Москаленок. 
Также в посёлке расположена железнодорожная станция Москаленки.

### Климат
Климат умеренный континентальный (согласно классификации климатов Кёппена-Гейгера — тип Dfb). Среднегодовая температура положительная и составляет + 1,2° С, средняя температура самого холодного месяца января − 17,6 °C, самого жаркого месяца июля + 19,4° С. Многолетняя норма осадков — 381 мм, наибольшее количество осадков выпадает в июле — 64 мм, наименьшее в марте — 13 мм.

## Население
Динамика численности населения
| 1939  | 1989    | 2002  | 2009  | 2010  | 2011  | 2012  |
| ----- | ------- | ----- | ----- | ----- | ----- | ----- |
| 3991  | ↗10 731 | ↘9872 | ↗9899 | ↘9306 | ↘9305 | ↘9228 |
| 2013  | 2014    | 2015  | 2016  | 2017  | 2018  | 2019  |
| ↘9169 | ↗9271   | ↘9259 | ↘9255 | ↗9271 | ↗9339 | ↘9327 |
| 2020  | 2021    | 2023  |       |       |       |       |
| ↗9333 | ↘8927   | ↗8974 |       |       |       |       |

## Экономика
Имеются: швейная фабрика, элеватор, мясокомбинат.

## Известные уроженцы
- Стариковский, Александр Степанович (1914—1984) — Герой Советского Союза.
- Тюрин, Иван Григорьевич (1919—1997) — Герой Советского Союза.